# Free Colours
Free Colours – pierwsze w Polsce pismo poświęcone muzyce reggae. Zawiera aktualności, artykuły, wywiady i recenzje płyt dotyczące muzyki reggae, dancehall, ragga, dub, itp. oraz Jamajki, sound systemów, i kultury rastafariańskiej.
Wydawane od 2005 roku przez wydawnictwo ZIMA. Jako że jest gazetą raczej niszową, ma niski nakład (3000 egz.).
Pismo było czarno-białe, jednak od numeru 09 (który paradoksalnie jest numerem dziesiątym, gdyż pierwszy numer nazwano zerowym) gazeta ukazuje się już w kolorze.

## Geneza nazwy
Nazwa pochodzi od symbolu rastafarian – three colours, czyli trzech kolorów (zielony, żółty i czerwony) na fladze Etiopii. Ponadto użycie słowa „free”, czyli angielskiego „wolny” jest związane z tym, że wolność jest bardzo istotną częścią ideologii rastafarian i w ogóle ludzi skupionych wokół reggae. Tak więc nazwa jest swoistą zabawą językową, gdyż „three” i „free” w języku angielskim wymawia się bardzo podobnie. 

## Redakcja
- Marek „Zima” Niewiarowski
- Jarosław „Hejen” Hejenkowski
- Krzysztof „I&Igor” Kazanowski

Ponadto z redakcją współpracuje wiele osób, m.in. Sławomir Gołaszewski i Mirosław „Maken” Dzięciołowski.